# Alfabet palcowy

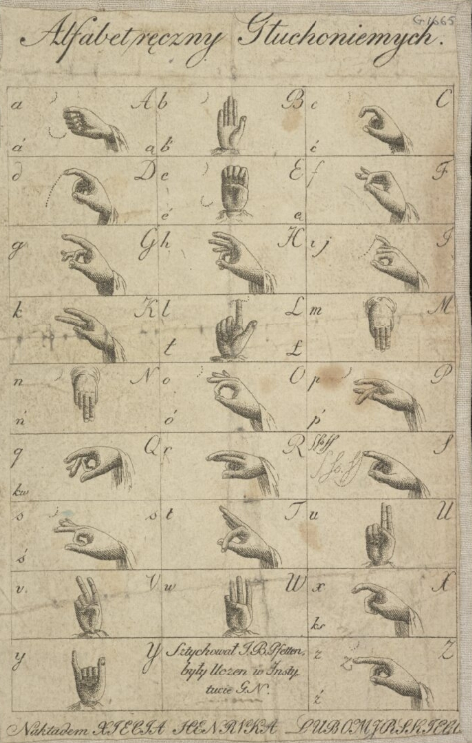
Alfabet języka migowego naszkicowany przez ucznia IGN i wydany nakładem księcia Henryka Lubomirskiego (XIX w.).

Alfabet palcowy (daktylografia) – zbiór znaków migowych (daktylogramów) odpowiadających poszczególnym literom danego alfabetu. Ponieważ poszczególne daktylogramy odpowiadają literom, a nie fonom czy fonemom, są raczej odpowiednikami pisma niż mowy. Każdy język migowy posiada własny alfabet palcowy.
Polski alfabet palcowy został skodyfikowany w 1805 przez ks. Anzelma Zygmunta lub 1816 r. przez ks. Jakuba Falkowskiego. Pierwszy zbiór ilustracji poszczególnych daktylogramów ukazał się w 1869 roku (autorem był niesłyszący artysta Adam Skwara).

## Historia
Pierwszy pewny przekaz dotyczący wykorzystania alfabetu palcowego pochodzi z XII wieku – mnisi cysterscy, składający śluby milczenia, opracowali na własny użytek zbiór daktylogramów.
W 1562 r. żyjący w Neapolu Giovanni Battista della Porta w książce „De furtivis literarum notis” opisał alfabet palcowy. Pierwszym, który dokonał pełnego opisu wraz z ilustracjami, „łacińskiego” alfabetu migowego stosowanego w klasztorach oraz nauczaniu niesłyszących dziedziców, był Fray Melchior de Yerba (1593 r., dzieło „Refugium infirmorum”). Pomysłodawcą zastosowania alfabetu palcowego na szeroką skalę w edukacji niesłyszących był benedyktyn Pedro Ponce de Leon. W polskiej edukacji zbiór daktylografów na stałe zagościł w 1817 r. dzięki ks. Jakubowi Falkowskiemu – założycielowi Instytutu Głuchoniemych w Warszawie. Polski alfabet palcowy był wzorowany na kodyfikacji francuskiej lub wiedeńskiej.
Nie istnieje wspólny wszystkim niesłyszącym język migowy, tak samo alfabety palcowe powstające w różnych krajach różnią się między sobą (np. brytyjski alfabet palcowy jest dwuręczny, opiera się na  daktylogramach opracowanych w 1652 r. przez J. Wallisa). W 1959 r. Światowa Federacja Głuchych skodyfikowała jednoręczny międzynarodowy alfabet palcowy.